# Aphanotrigonella sublonginervis
Aphanotrigonella sublonginervis är en tvåvingeart som beskrevs av Dely-draskovits 1981. Aphanotrigonella sublonginervis ingår i släktet Aphanotrigonella och familjen fritflugor.
Artens utbredningsområde är Mongoliet. Inga underarter finns listade i Catalogue of Life.